# 1145년

## 연호
- 남송(南宋) 소흥(紹興) 15년
- 금(金) 황통(皇統) 5년
- 일본(日本) 덴요(天養) 2년 / 규안(久安) 원년
- 서하(西夏) 인경(人慶) 2년
- 리 왕조(李朝) 다이딘(大定) 6년

## 기년
- 남송(南宋) 고종(高宗) 19년
- 금(金) 희종(熙宗) 11년
- 고려(高麗) 인종(仁宗) 23년
- 서하(西夏) 인종(仁宗) 6년
- 리 왕조(李朝) 영종(英宗) 8년

## 사건
- 김부식, 삼국사기 펴냄